# Cellulite faciale
 Mise en garde médicale
La cellulite cervico-faciale est une cellulite de la face et du cou. Il s'agit d'une pathologie infectieuse du tissu cellulo-adipeux sous-cutané. Les germes responsables sont le plus souvent le staphylocoque aureus ou le streptocoque. Une carie dentaire négligée peut être à l'origine de cette infection de même que l'utilisation isolée d’anti-inflammatoire peut favoriser la prolifération et la virulence des germes.
La cellulite cervico-faciale augmente chaque année et touche surtout le sujet jeune et le sexe masculin. 

## Épidémiologie
Il n'existe pas de publication sur une épidémiologie mondiale de cette affection mais des études ont été réalisées dans certains pays comme la France qui estime que l'incidence est d’environ 1/1 000 habitants par an en Île-de-France. En Afrique subsaharienne, dans des pays comme le Sénégal, une étude menée de février à juillet 2007 a démontré une fréquence de 186 cas sur les 10 770 consultations des cinq (5) structures sanitaires que compte le département de Mbacké. Cinquante cinq (55) cas ont été observés sur une période de 10 ans au CNHU de Cotonou (Bénin). Une étude réalisée en Tunisie montre cent-cinquante (150) cas sur une période de 10 ans au service d'ORL et de Chirurgie maxillo-faciale de l'hôpital militaire de Tunis. La cellulite cervico-faciale augmente chaque année dans les pays en voie de développement et touche surtout le sujet jeune avec prédominance du sexe masculin dans toutes les études réalisées.

## Traitement
Le traitement de la cellulite faciale (infection bactérienne aiguë du tissu sous-cutané du visage) repose sur une prise en charge rapide et adaptée, car elle peut évoluer vers des complications graves, notamment une thrombophlébite du sinus caverneux. Voici les grandes lignes du traitement :

### 1. Antibiothérapie
- Probabiliste en urgence, avant les résultats de la culture :
  - Amoxicilline-acide clavulanique en première intention (voie IV si hospitalisation, orale si forme légère).
  - En cas d’allergie : clindamycine ou pristinamycine ± ciprofloxacine selon la gravité.
- Adapter ensuite selon l'antibiogramme.

### 2. Hospitalisation (souvent nécessaire si)
- Fièvre importante.
- Signes de gravité : œdème orbitaire, troubles visuels, altération de la conscience.
- Immunodépression.
- Échec du traitement ambulatoire.

### 3. Soins locaux
- Application de froid local modéré (si bien toléré).
- Surélévation de la tête pour limiter l’œdème.

### 4. Recherche et traitement d’une porte d’entrée
- Dentaire, cutanée, ORL...
- Parfois nécessite un avis stomatologique ou ORL.

### 5. Suivi clinique
- Surveillance de l’évolution sous traitement.
- Recherche de signes de complications : abcès, extension orbitaire, thrombophlébite...